# Wiener-Neustädter Rennbahn
Die Wiener-Neustädter Rennbahn war eine in Wiener Neustadt in Österreich in den 1920er Jahren genutzte Radrennbahn, auf der unter anderem nationale Meisterschaften ausgetragen wurden. Sie wies eine Länge von 400 Metern auf und war als Zementbahn errichtet worden. Standort der Sportstätte war ein Grundstück an der Wöllersdorfer Straße.

## Geschichte
Die Wiener-Neustädter Radrennbahn wurde vom Wiener-Neustädter Radsportclub R.C. Edelweiß erbaut und stand auch im Eigentum des Vereins. Dem im Kontext mit der Wiener Neustädter Arbeiterbewegung, insbesondere der Arbeiter-Turn- und Sportbewegung stehenden Bau war ein Beschluss des örtlichen Gemeinderates vom 21. Jänner 1921 vorausgegangen, nachdem ein Grundstück an der Wöllersdorfer Straße dem Rennbahnbetrieb gewidmet wurde. Dem „Bicycleclub“ Edelweiß standen anschließend sowohl vereinseigene als auch fremde Mittel für den Rennbahnbau zur Verfügung.
Während verschiedener Gruppenwanderfahrten stand die Wiener Neustädter Rennbahn auch anderen Vereinsgruppen offen. Auf der Wiener-Neustädter Rennbahn trainierten zudem die österreichischen Profis vom Verband Österreichischer Berufsfahrer.
Für die „Bahnmeisterschaften von Österreich“ am 5. Oktober 1924 sowohl für die Flieger- als auch für die Stehermeisterschaft nahm der österreichische Bundesfahrwart des Oesterreichischen Radfahrerbundes Theodor Fux senior die Nennungen der Fahrer bis zum 30. September des Jahres an. Das Nennungsgeld betrug seinerzeit 10.000 Kronen und wurden den Startenden später zurückerstattet. Mit der Stehernennung musste zugleich auch der Name des Schrittmachers bekanntgegeben werden.
Für den 21. Juni 1925 war die Wiener-Neustädter Rennbahn Austragungsort unter anderem der österreichischen Landesbahnmeisterschaften sowohl für die Flieger als auch für Meisterschaft von Niederösterreich, allerdings nicht wie üblich über 50, sondern nur über 25 Kilometer. Am selben Tag war die Rennbahn zudem Zielpunkt des Rennens um die Straßenmeisterschaft von Niederösterreich.
Am 30. April 1927 gastierten auf der Wiener-Neustädter Rennbahn die deutschen Radrennfahrer Erich Vinzelberg, Adolf Weber und Paul Nettelbeck in den Rennen gegen die österreichischen Berufsfahrer. Sämtliche Rennen wurden von deutschen Fahrern gewonnen, lediglich im Hauptfahren über drei Runden siegte der Österreicher Franz Wilschke. Nur wenige Tage später kündigte der Österreichische Radfahrerbund aufgrund einer Warnung des Sportausschusses des Bundes Deutscher Radfahrer (BDR) vor den sogenannten „Truppenrennen“ eine Untersuchung über das Verhalten der drei „reichsdeutschen Fahrer“ Vinzelberg, Weber und Nettelbeck an, die „sich die Sache wohl gut eingeteilt hatten [... dergestalt, dass die] österreichischen Fahrer gegen sie wohl unter keinen Umständen aufgekommen wären.“

## Sonstiges
Die Wiener Neustädter Radrennbahn wurde zeitweilig parallel zu der in Wien betriebenen Hernalser Rennbahn geführt.